# デニス・モナスティルスキー
デニス・アナトーリョーヴィッチ・モナスティルスキー（ウクライナ語: Денис Анатолійович Монастирський、英語: Denys Anatoliiovych Monastyrsky、1980年6月12日 - 2023年1月18日）は、ウクライナの政治家、弁護士。同国内務大臣を務めた。
2023年1月18日、キーウ近郊の幼稚園にヘリが墜落し、同乗していたモナティルスキーを含む18人が死亡した。42歳没。

## 経歴
1980年6月12日、フメリニツキーで生まれた。フメリニツキー管理法律大学法学部を卒業。
2019年8月から2021年7月までウクライナ人民代議士、ウクライナ最高議会法執行委員会委員長。

### ウクライナ内務大臣
2021年7月16日、ウクライナ最高議会はモナスティルスキーをウクライナ内務大臣に任命した。
2022年9月、モナスティルスキーはウクライナとロシアの間での捕虜交換作戦に参加し、100人以上の戦闘員と「アゾフ連隊」指揮官を含む215人のウクライナ兵が帰国した。
2023年1月18日、搭乗していたウクライナ国家非常事態庁のヘリコプターが墜落。モナティルスキーも事故に巻き込まれ死去した。この事故ではイェヴヘーン・イェニン内務副大臣も死亡したため内務省は正副の大臣が欠ける事態となった。同日中に国家警察長官のイゴール・クリメンコが内務副大臣に任命されたうえで、内務大臣代行として任務にあたることとなった。